# ميلتون دويل
ميلتون دويل (31 أكتوبر 1993 بشيكاغو في الولايات المتحدة - ) (بالإنجليزية: Milton Doyle)‏ هو لاعب كرة سلة أمريكي في مركز مدافع مسدد الهدف. لعب مع بروكلين نتس.

## وصلات خارجية
- ميلتون دويل على موقع إن بي أي (الإنجليزية)
- ميلتون دويل على موقع سبورتس رفرنس (الإنجليزية)
- ميلتون دويل على موقع الدوري الإسباني لكرة السلة (الإسبانية)
- ميلتون دويل على موقع كرة السلة الأوروبية.كوم (الإنجليزية)
- ميلتون دويل على موقع إي إس بي إن.كوم (الإنجليزية)
- ميلتون دويل على موقع كلية كرة السلة في سبورتس رفرنس.كوم (الإنجليزية)
- ميلتون دويل على موقع ريلجم (الإنجليزية)
- ميلتون دويل على موقع بروبوليرز (الإنجليزية)
- ميلتون دويل على موقع سبورتس رفرنس (الإنجليزية)
- ميلتون دويل على موقع سبورتس رفرنس (الإنجليزية)